# ایندیا. ارای
ایندیا.اِرای (به انگلیسی: India.Arie) (زادهٔ ۳ اکتبر ۱۹۷۵) خواننده-ترانه‌سرا و تهیه‌کنندهٔ موسیقی سول، آر اند بی و نئو سول اهل آمریکا است. آثار اِرای تا به حال بیش از ۳٫۳ میلیون نسخه در ایالات متحده و ۱۰ میلیون نسخه در تمام دنیا فروش داشته‌است. او تا به‌حال برندهٔ ۳ جایزهٔ گرَمی شده‌است.

## سال‌های آغازین
اِرای زادهٔ دِنوِر کلرادو با والدینی از ممفیس و دیترویت است. او در ۱۳ سالگی به‌همراه خانواده‌اش به آتلانتا نقل مکان کردند. پس از پایان دورهٔ دبیرستان به تشویق مادرش نواختن گیتار را آغاز کرد. اولین اثر او که در جایی منتشر شد ترانه‌ای بود که توسط شرکت نشر مستقل ارث‌شِر و در یک سی‌دی که به آثار هنرمندان نوپای آتلانتا اختصاص داشت منتشر شد. در سال ۱۹۹۸ اِرای در «جشنوارهٔ موسیقی لیلیت» شرکت کرد-که برای شرکت‌های موسیقی محلی برای یافتن استعدادهای جدید است-و پس از حضور در لیلیت بود که موفق شد با کمپانی موتاون قراردادی امضا کند.

## فعالیت‌های حرفه‌ای

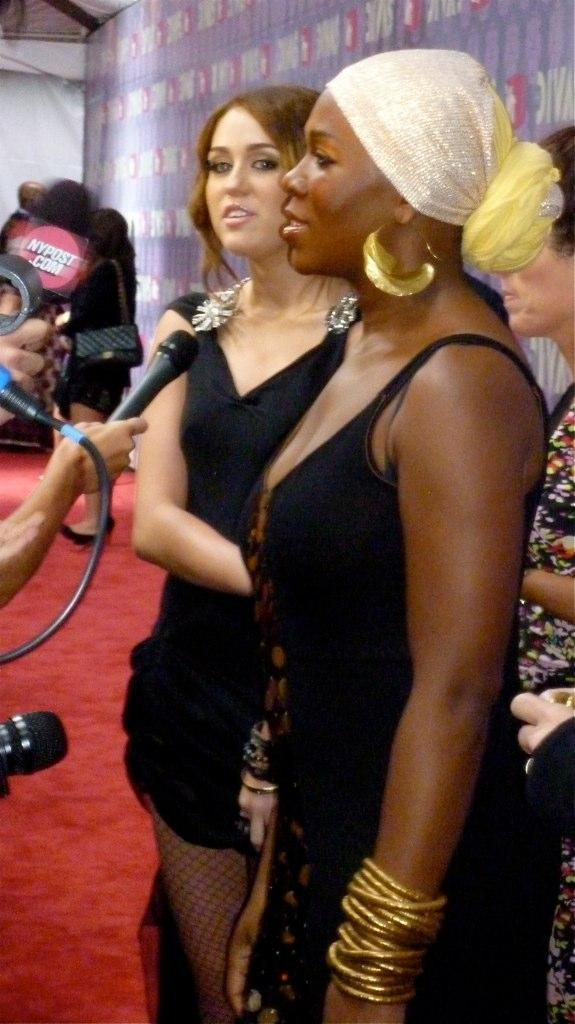

کار بر روی اولین آلبوم استودیویی اِرای ۲ سال طول کشید و آن آلبوم بانام آکوستیک سول در سال ۲۰۰۰ روانهٔ بازار شد. آکوستیک سول در ایالات متحده با موفقیت مواجه شد و در زمان انتشارش در آن کشور تا ردهٔ سوم «جدول پروفروش‌ترین آلبوم‌های آراَندبی» و ردهٔ ۴اُم «جدول پروفروش‌ترین آلبوم‌های اینترنتی» صعود کرد و در جدول بیلبورد ۲۰۰ جایگاه ۱۰اُم را به‌خود اختصاص داد.
دومین آلبوم استودیویی اِرای در سپتامبر ۲۰۰۲ و با نام سفر هند روانهٔ بازار شد. سفر به هند نیز انتشارش با موفقیت همراه بود؛ این آلبوم در زمان انتشارش رتبهٔ نخست «جدول پروفروش‌ترین آلبوم‌های آراَندبی» و جایگاه ۶اُم جدول‌های «پروفروش‌ترین آلبوم‌های اینترنتی» و «بیلبورد ۲۰۰» را به‌خود اختصاص داد.
سومین آلبوم اِرای در سال ۲۰۰۶ و با نام گواهی: شماره. ۱، زندگی و روابط منتشر شد. گواهی: شماره. ۱، زندگی و روابط ۳ نامزدی گرَمی را برای اِرای به ارمغان آورد و اولین آلبوم او بود که به پرفروش‌ترین اثر «بیلبورد ۲۰۰» تبدیل شد.
آخرین آلبوم استودیویی اِرای در سال ۲۰۰۹ و با نام گواهی: شماره. ۲، زندگی و روابط روانهٔ بازار شده و قرار است آلبوم بعدی او در سال ۲۰۱۱ منتشر شود.

## پی‌نوشت
1. ↑  EarthShare
2. ↑  Voyage to India
3. ↑  Testimony: Vol. 1, Life & Relationship